# Grand sceau de France
Pour les articles homonymes, voir Sceau de France.

Le Grand Sceau de la en 1848. Les républiques suivantes ont réutilisé ce sceau moyennant l'effacement de la date du 24 février 1848.

Le Grand Sceau ou grand sceau de France est le sceau officiel de la République française. Il est l'œuvre du graveur Jacques-Jean Barre.

## Histoire

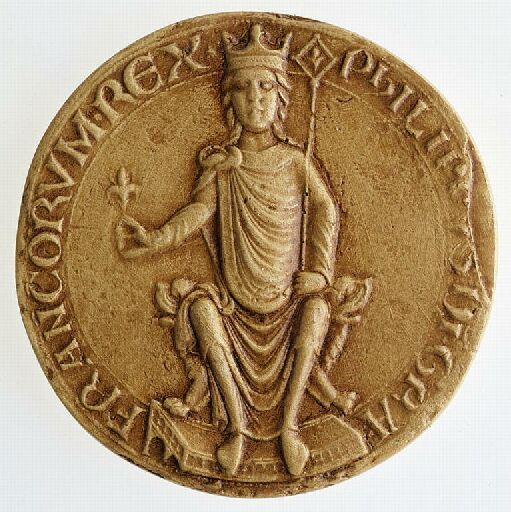
Sceau royal de Philippe Auguste daté de 1180, représentant le roi en justicier sur son trône.

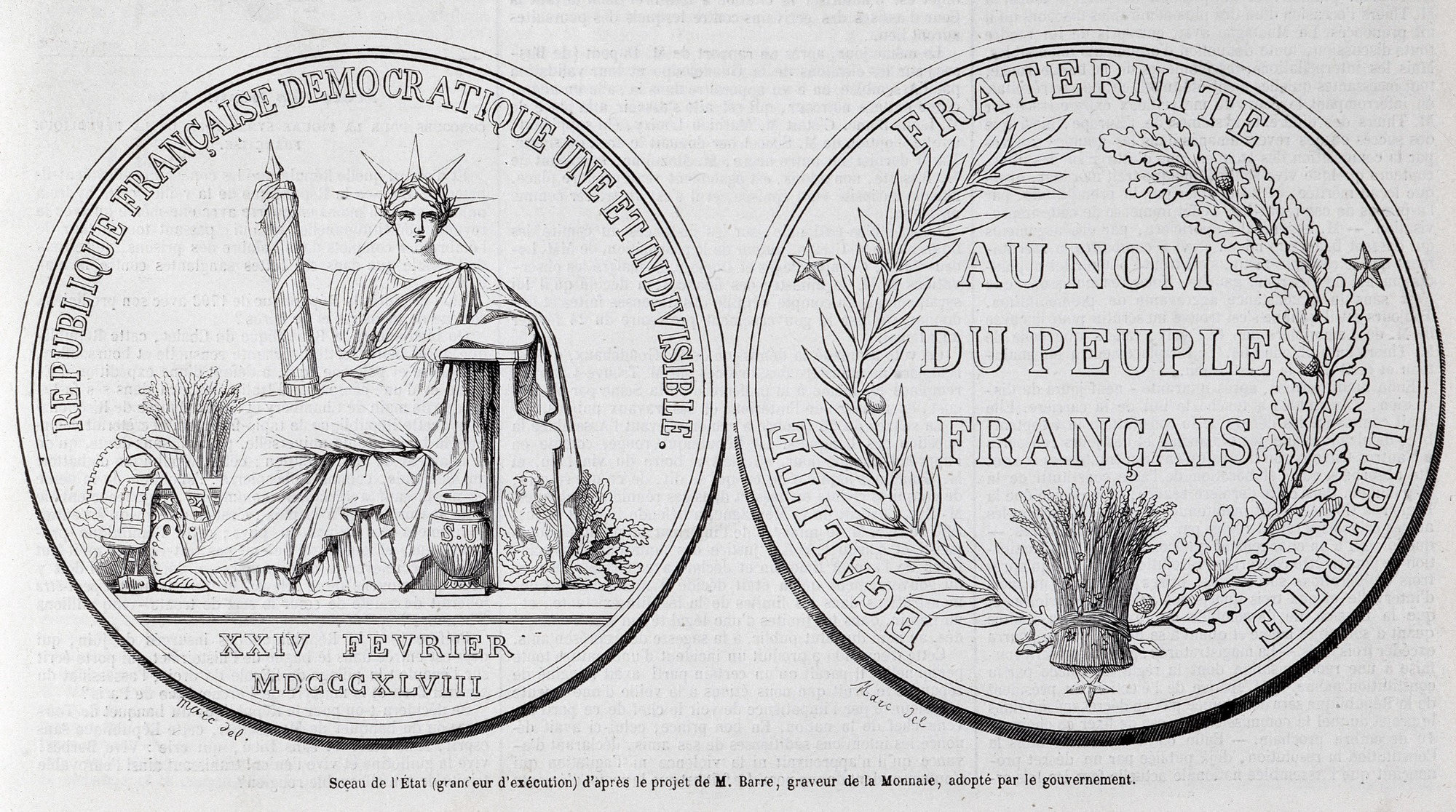
Les deux faces du sceau en application de l'arrêté du 8 septembre 1848.

Les premiers sceaux ont été créés par les rois mérovingiens pour authentifier leurs actes et en ordonner l'exécution. Simples bagues à l'origine, puis portés en pendentif, les sceaux royaux se sont agrandis sous les Capétiens jusqu'à atteindre 12 cm de diamètre. Ce sont les dimensions du sceau actuel.
Tous les sceaux royaux ont adopté le type de majesté représentant le roi siégeant sur son trône en justicier. Mais chaque roi a choisi son sceau, pièce unique qui disparaissait avec lui. Tous les édits, ordonnances, décrets et déclarations étaient alors scellés.
À la fin du XVIIIe siècle encore, le scellement des lettres patentes s’effectue au cours d’une séance bimensuelle sous la présidence du chancelier de France – ou en cas de disgrâce du chancelier, le garde des Sceaux -. Les actes scellés étaient soit des actes de portée générale, soit des actes de portée individuels (notamment les anoblissements, provisions d’offices, lettres de grâce en matière criminelle). Cette séance était organisée à l’hôtel de la chancellerie, située sur la place Vendôme, à Paris.
Jusqu’au règne de Louis XVI, l’usage du sceau a été préservé. 
Après l'abolition de la monarchie et l'instauration de la République le 21 septembre 1792, la fin de l'Ancien Régime fut symbolisée par le brisement des sceaux de l'État et leur envoi à la Monnaie. Dès septembre 1792, sous l'impulsion de Danton, alors ministre de la Justice, la Convention fixe l'effigie du sceau de la Première République : la Liberté est représentée debout, appuyée d'une main sur un faisceau, et de l'autre sur une lance surmontée du bonnet de la Liberté.
L’Empire rétablit en droit l’usage du sceau. Mais en pratique, l’usage de sceller les lois sous Napoléon Ier a été très marginal. Sous la Restauration, il reprend de l’importance sous la Restauration, tant l’usage du sceau rappelait l’Ancien Régime. Napoléon Ier, Louis XVIII et Charles X reprennent le sceau de majesté, Louis-Philippe se contentant de la représentation de son buste.
C'est à la Deuxième République que remonte le sceau actuel. Cette dernière, après avoir utilisé le sceau de la Première République, confie au graveur Jacques-Jean Barre le soin de tracer un nouveau dessin en application de l'arrêté du 8 septembre 1848 qui prescrit en son article premier :

« À l'avenir, le sceau de l'État portera, d'un côté, pour type, la figure de la Liberté, et pour légende, au nom du Peuple Français ; de l'autre côté, une couronne de chêne et d'olivier, liée par une gerbe de blé; au milieu de la couronne, République française, démocratique, une et indivisible ; et pour légende, Liberté, Égalité, Fraternité. »

Jusqu’en 1870, lois, ordonnances et traités sont scellés. La Troisième République maintient l’usage du sceau pour certains textes constitutionnels et pour les traités. À compter de 1923, l’usage du scellement est abandonné. Pour preuve, la loi constitutionnelle de 1926 n’est pas scellée.
En 1946, le seau est utilisé afin de sceller la Constitution. Depuis la Seconde Guerre mondiale, le sceau est utilisé généralement pour la Constitution ou des lois constitutionnelles.

## Description

Revers du Grand Sceau de France.

Le grand sceau de France est gravé d'une allégorie de la Liberté sous les traits de Junon assise, coiffée d'une couronne de lauriers, radiée à sept pointes. D'un bras, elle tient un faisceau de licteur, symbole de la justice ; de l'autre, elle s'appuie sur un gouvernail frappé d'un coq tenant dans une de ses pattes, un globe terrestre. À ses pieds, une urne avec les lettres « S » et « U » (suffrage universel). À gauche, en arrière-plan, des symboles des arts (chapiteau), de l'agriculture (gerbe de blé) et de l'industrie (roue dentée). À droite, des feuilles de chêne, symbole de justice et de sagesse. En légende circulaire : « RÉPUBLIQUE FRANÇAISE, DÉMOCRATIQUE, UNE ET INDIVISIBLE ». La mention « XXIV FÉVRIER MDCCCXLVIII » (24 février 1848, date de la proclamation de la IIe République par Lamartine) figurait au bas du sceau : elle a été effacée, probablement vers 1878.
Le contre-sceau (envers du sceau) comporte les mots « AU NOM DU PEUPLE FRANÇAIS » entourés d'une couronne de chêne et d'olivier nouée par des épis de blé et des grappes de raisin, ainsi que la mention circulaire « ÉGALITÉ, FRATERNITÉ, LIBERTÉ ».
Marc Guillaume remarquait en 2006 que le graveur a inversé les légendes du recto et du verso par rapport à l’arrêté de 1848 et que la phrase « La République française est démocratique, une et indivisible » de la Constitution du 4 novembre 1848 est devenue « la France est une République indivisible, laïque, démocratique et sociale » dans la Constitution du 4 octobre 1958.
Elle a aussi servi de modèle à Bartholdi pour la statue de la Liberté éclairant le Monde,.

## Scellement
Les cérémonies de scellement ont toujours lieu à l'hôtel de Bourvallais où le garde des Sceaux, ministre de la Justice, conserve la presse à sceller et les matrices uniques du sceau de l'État.
La cérémonie de scellement est un évènement solennel ayant pour objectif d’apposer le sceau de la République française sur un texte de loi considéré comme particulièrement important. De nos jours, seule la publication au Journal officiel de la République française permet l’entrée en vigueur des textes législatifs. Le scellement n’est donc pas nécessaire pour donner aux textes législatifs leur validité : il a uniquement une forte portée symbolique,.
Depuis 1946, l’atelier de restauration des sceaux des Archives nationales est chargé de l’organisation technique de la cérémonie du sceau : fonctionnement de la presse à sceller, préparation et chauffage de la galette de cire d’abeille.
Lors du scellement, le directeur des Affaires civiles et du Sceau requiert « qu'il plaise au ministre de bien vouloir apposer le Grand Sceau de la République française ».

### Presse

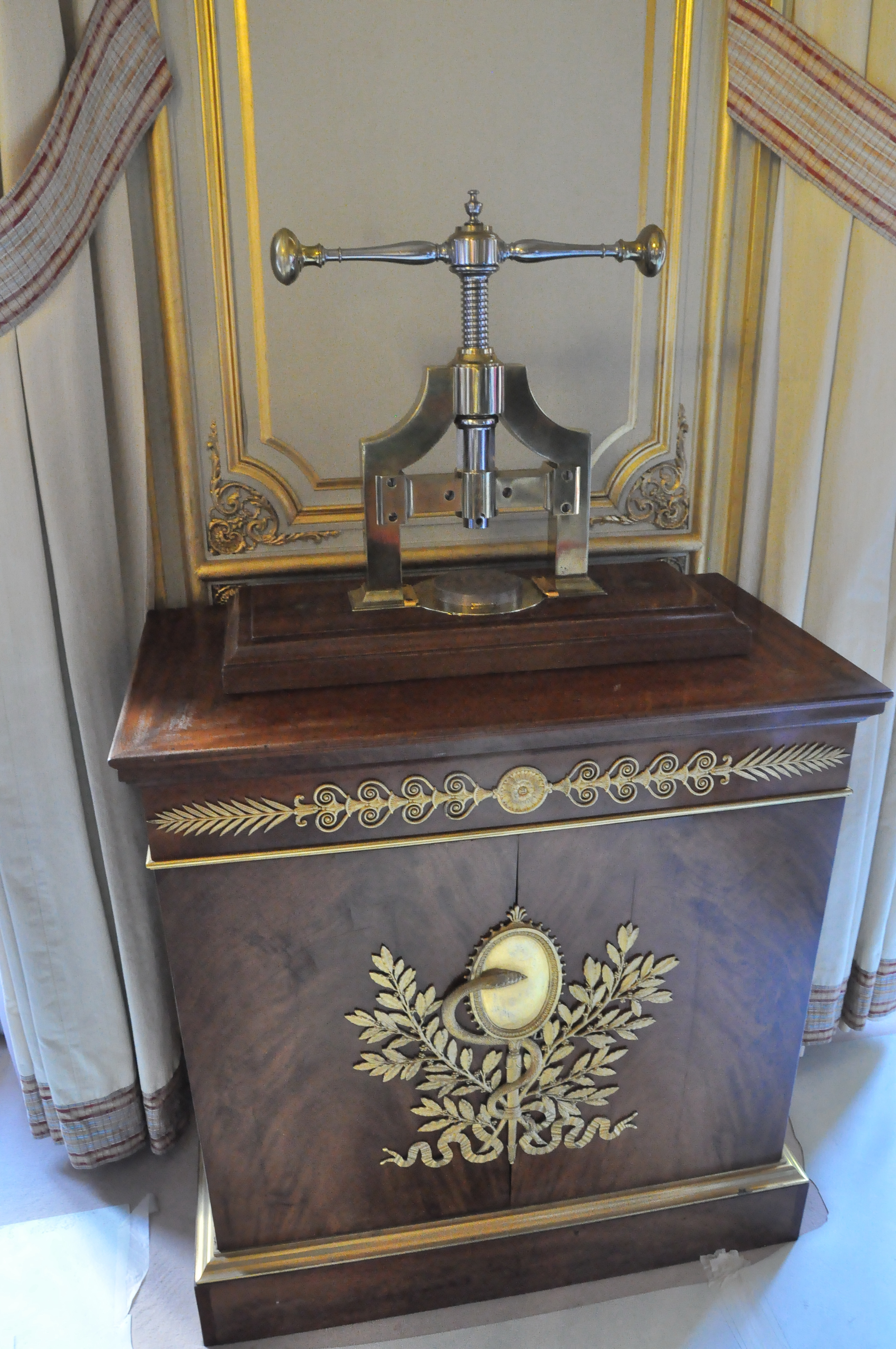
La presse dans la bibliothèque Royale de l'hôtel de Bourvallais.

La machine à scellement a été commandée en 1810 par Cambacérès à l'ébéniste François-Honoré Jacob-Desmalter. Elle pèse 300 kg. Sur son placage en acajou, des décors en laiton et en bronze doré figurent un miroir, un serpent, des feuilles de lauriers - symboles de prudence et de solennité.

### Cire
Les scelleurs employaient autrefois de la cire plastique qu'ils modelaient à la main en galettes grossièrement circulaires auxquelles la presse donnait leur forme définitive.
De nos jours, la cire liquide est coulée directement dans le moule représenté par la matrice inférieure entourée d'un cercle de métal mobile. La matrice supérieure vient s'appliquer sur le gâteau de cire ainsi coulé, mais il faut attendre que celui-ci ait refroidi suffisamment pour ne plus offrir qu'une consistance pâteuse.
L'usage du Grand Sceau ayant été pratiquement abandonné entre 1920 et 1946, la formule de la cire s'était perdue. En 1946, des essais de cire furent donc entrepris par le Service des sceaux des Archives nationales.

### Couleur
La coloration des sceaux apparut à la fin du XIIe siècle. La chancellerie royale de l'Ancien Régime utilisa la cire verte (sur lacs de soie rouge et verte) pour les actes perpétuels, la cire jaune pour les actes temporaires (sur double queue de parchemin), la correspondance administrative ou les simples mandements (sur simple queue de parchemin), et la cire blanche pour le scellement d'actes concernant les Ordres royaux (ordres du Saint-Esprit, de Saint-Michel, de Saint-Louis et du Mont-Carmel et de Saint-Lazare).
La Restauration, la monarchie de Juillet et la IIIe République ont conservé la cire jaune, tandis que la Ire République, le Consulat et l'Empire adoptèrent la cire rouge.
La Constitution de 1946 a fait l’objet d’un scellement selon des modalités inhabituelles : la cire rouge a été utilisée pour des raisons purement matérielles. Par la suite, la couleur du sceau, d’abord jaune, conformément à l’usage de la IIIe République, est verte depuis 2002.

### Rubans
L'Empire a scellé sur larges rubans de soie jaune et bleue, la République et le Consulat sur une tresse tricolore, aux couleurs du drapeau de la France.
La IIIe République, imitant les régimes monarchiques, a utilisé un double galon rouge et vert.
Depuis 1946, le galon tricolore est en usage.

## Textes scellés par le Grand sceau
Seuls 16 documents ont fait l'objet d'un scellement depuis la fin de la Seconde Guerre mondiale, dont 15 sous la seule  Vᵉ République, principalement des modifications constitutionnelles. Deux de ces textes, concernant les droits des femmes, ont été scellés un 8 mars.
| Document | Nature        | Promulgué      | Scellé        | Couleurs | Couleurs      | Photo |
| Document | Nature        | Promulgué      | Scellé        | Cire     | lacs          | Photo |
| --- | ------------- | -------------- | ------------- | -------- | ------------- | ----- |
| Constitution de la Deuxième République | Constitution  | 4 nov. 1848    |               | jaune    | rouge et vert |       |
| Constitution du Second Empire | Constitution  | 14 janv. 1852  |               | jaune    | rouge et vert |       |
| Loi constitutionnelle de la Troisième République | Constitution  | 16 juill. 1875 |               | jaune    | rouge et vert |       |
| Constitution de la Quatrième République | Constitution  | 27 oct. 1946   | 30 oct. 1946  | rouge    | tricolore     |       |
| Constitution de la Cinquième République | Constitution  | 4 oct. 1958    | 6 oct. 1958   | jaune    | tricolore     |       |
| Loi no 62-1292 relative à l'élection du président de la République au suffrage universel | Loi constit.  | 6 nov. 1962    |               | jaune    | tricolore     |       |
| Loi no 64-1230 portant modification des dispositions du code civil relatives à la tutelle et à l'émancipation | Loi ordinaire | 14 déc. 1964   | 15 déc. 1964  | jaune    | tricolore     |       |
| Loi no 81-908 portant abolition de la peine de mort | Loi ordinaire | 9 oct. 1981    | 1986          | jaune    | tricolore     |       |
| Loi constitutionnelle no 92-554 sur les Communautés européennes et l'Union européenne | Loi constit.  | 25 juin 1992   | 20 oct. 1992  | jaune    | tricolore     |       |
| Loi constitutionnelle no 93-952 portant révision de la Constitution du 4 octobre 1958 et modifiant ses titres VIII, IX, X et XVIII | Loi constit.  | 27 juill. 1993 | 5 janv. 1994  | jaune    | tricolore     |       |
| Loi constitutionnelle no 93-1256 relative aux accords internationaux en matière de droit d'asile | Loi constit.  | 25 nov. 1993   | 5 janv. 1994  | jaune    | tricolore     |       |
| Loi constitutionnelle no 95-880 portant extension du champ d'application du référendum, instituant une session parlementaire ordinaire unique, modifiant le régime de l'inviolabilité parlementaire et abrogeant les dispositions relatives à la Communauté et les dispositions transitoires | Loi constit.  | 4 août 1995    | 17 déc. 1996  | jaune    | tricolore     |       |
| Loi constitutionnelle no 96-138 instituant les lois de financement de la Sécurité sociale | Loi constit.  | 22 fév. 1996   | 17 déc. 1996  | jaune    | tricolore     |       |
| Loi constitutionnelle no 98-610 relative à la Nouvelle-Calédonie | Loi constit.  | 20 juill. 1998 | 21 sept. 1998 | jaune    | tricolore     |       |
| Loi constitutionnelle no 99-569 relative à l'égalité entre les femmes et les hommes | Loi constit.  | 8 juill. 1999  | 8 mars 2002   | verte    | tricolore     |       |
| Loi constitutionnelle no 2003-276 relative à l'organisation décentralisée de la République | Loi constit.  | 28 mars 2003   | 27 oct. 2004  | verte    | tricolore     |       |
| Loi constitutionnelle no 2007-239 relative à l'interdiction de la peine de mort | Loi constit.  | 23 fév. 2007   | 28 mars 2007  | verte    | tricolore     |       |
| Loi constitutionnelle no 2008-724 portant modernisation des institutions de la Ve République | Loi constit.  | 23 juill. 2008 | 1er oct. 2008 | verte    | tricolore     |       |
| Loi constitutionnelle no 2024-200 relative à la liberté de recourir à l'interruption volontaire de grossesse | Loi constit.  | 8 mars 2024    | 8 mars 2024   | verte    | tricolore     |       |

## Conservation des textes constitutionnels scellés
Avant 1996, l’original du texte constitutionnel scellé était conservé, à quelques exceptions près, au ministère de la Justice. La majorité des textes scellés étaient exposés au rez-de-chaussée de l’Hôtel du ministre. Depuis 1996, quand une loi est scellée, le service législatif du secrétariat général du gouvernement conserve un original non pourvu du sceau. Également, l’original scellé ainsi qu’une ou plusieurs copies authentiques sont immédiatement versées aux Archives nationales. Plus précisément, dans l’armoire de fer des Archives nationales qui abrite l’ensemble des textes constitutionnels scellés. Enfin, une sélection de textes est présentée en fac-similé dans la salle des sceaux de l'Hôtel de Bourvallais, siège du ministère de la Justice,,.

## Galerie

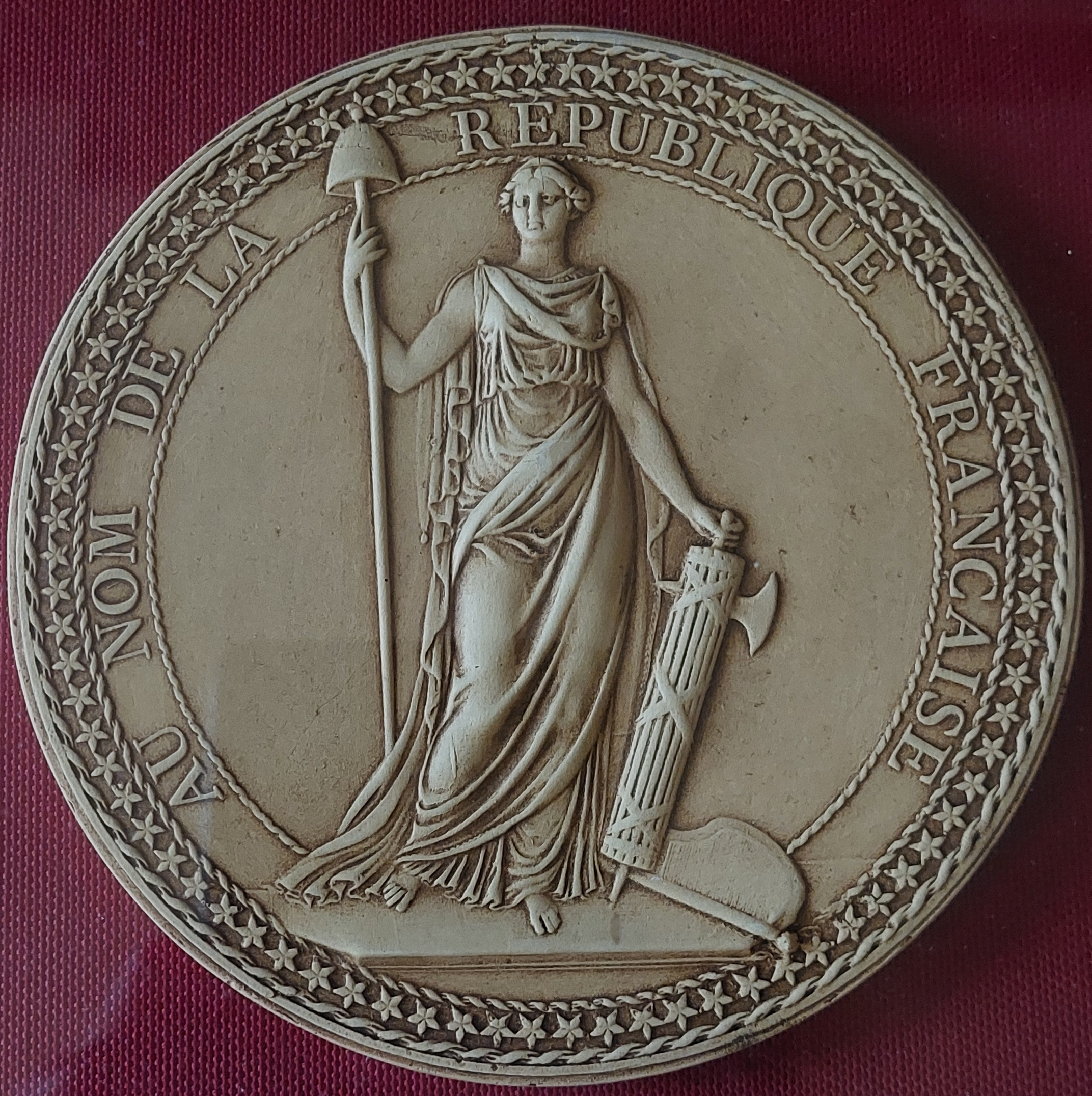
Grand Sceau de la Première République (1792)[10], hôtel de Soubise, Archives nationales de France.
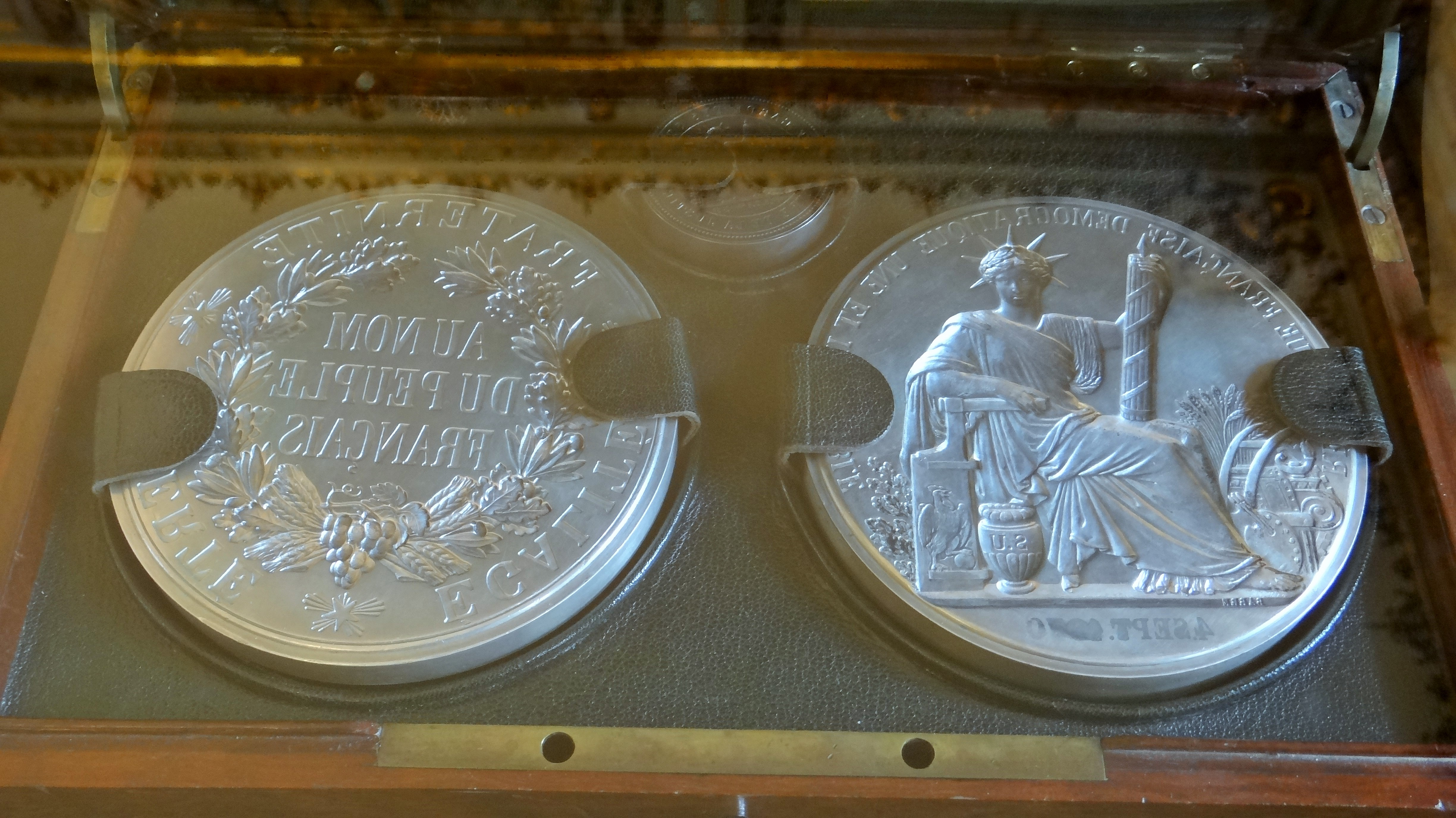
Matrices du sceau et du contre-sceau à l'hôtel de Bourvallais, Paris, siège du ministre de la Justice, Garde des sceaux.
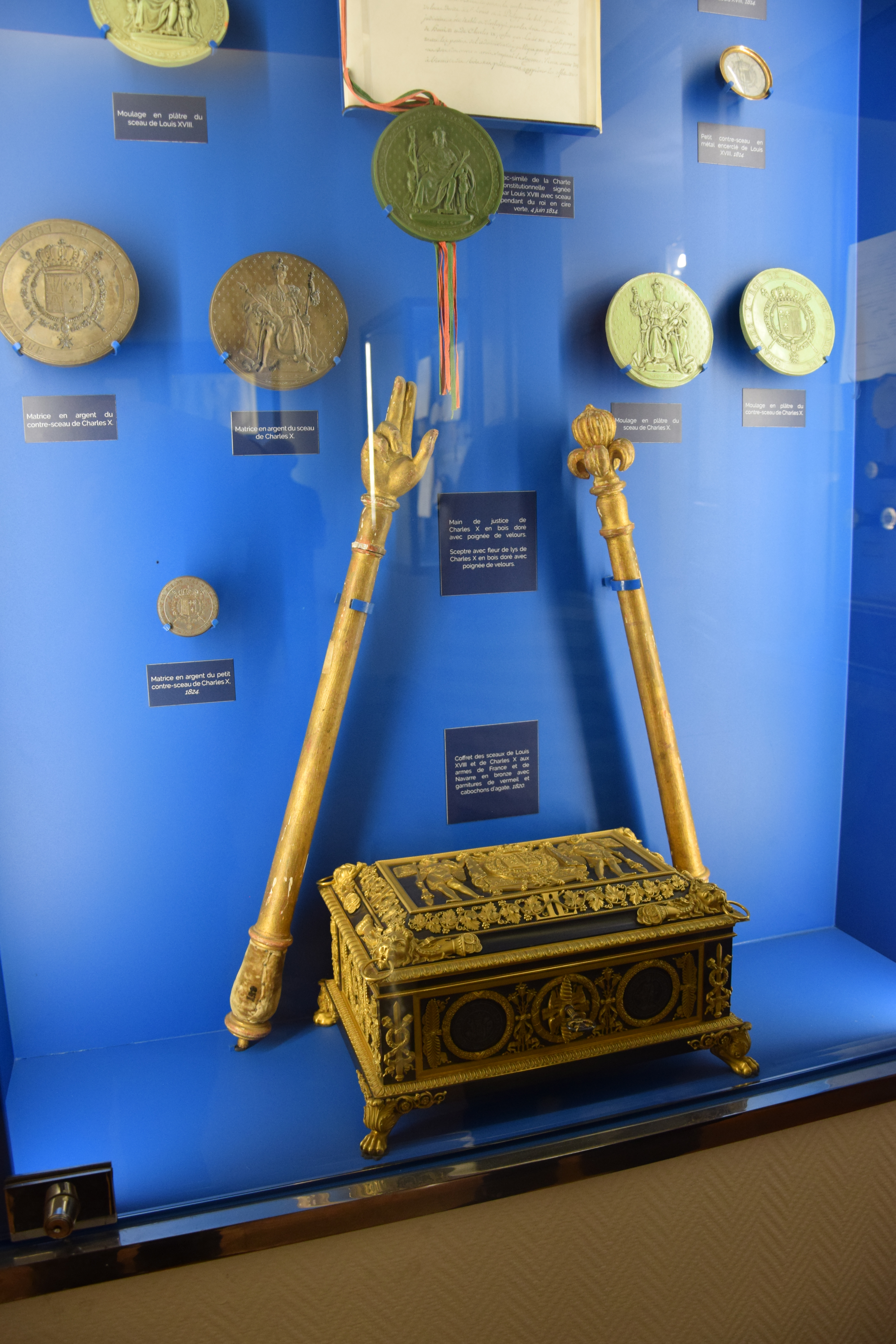
Salle des sceaux à l'hôtel de Bourvallais.
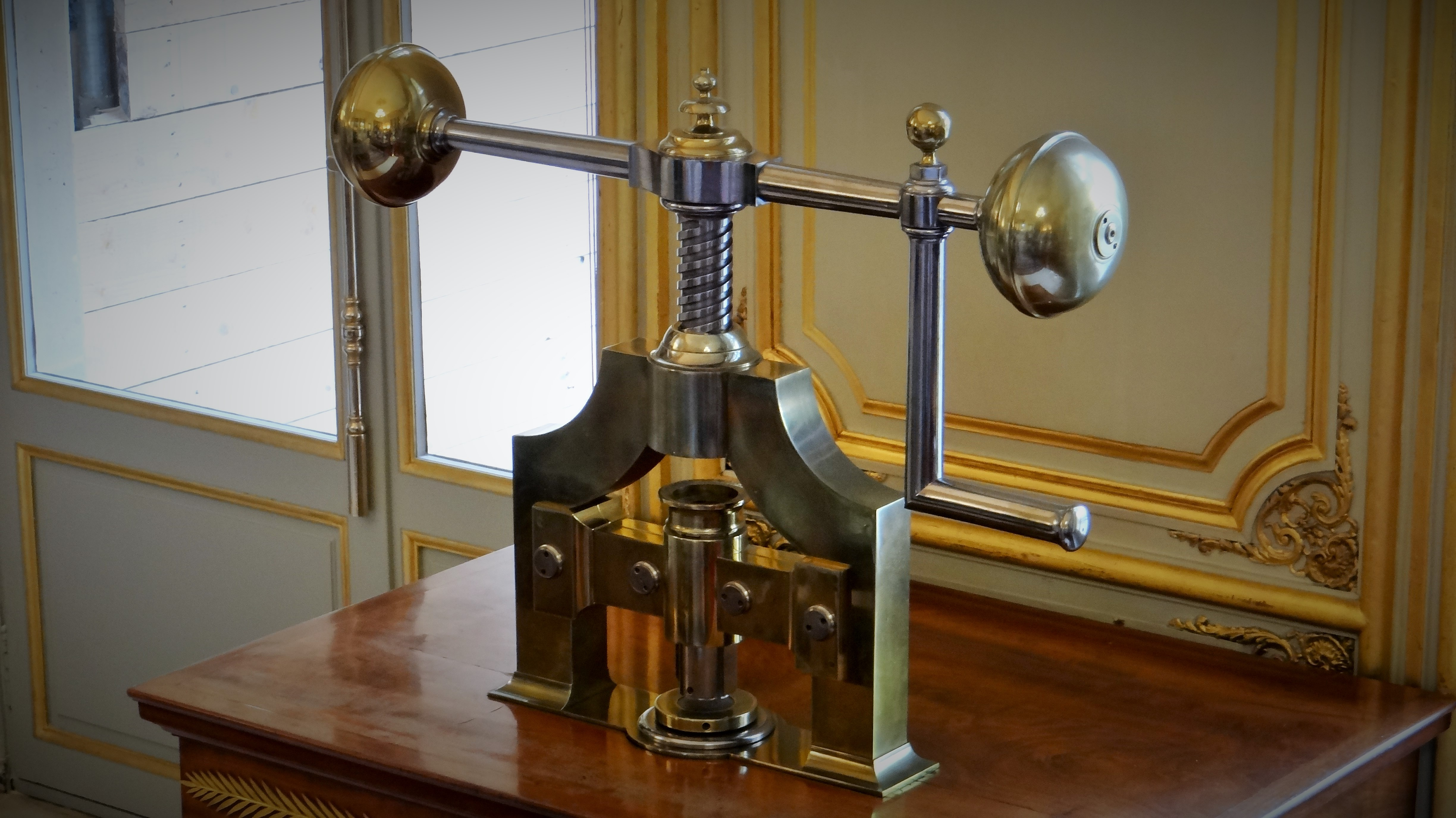
Presse à sceller à l'hôtel de Bourvallais.